# Облога Кам'янця (1228)
Облога Кам'янця військами київсько-пінської коаліції відбулась у другій половині 1228 року і закінчилась перемогою Романовичів.

## Передумови
У 1227 році Ярослав Німий перед смертю поручив свого сина Івана і своє князівство опіці Данила Романовича. 1227 року після смерті луцького князя Ярослава Німого почався черговий міжусобний конфлікт за володіння Луцьким князівством. Всупереч волі Ярослава Німого, який перед смертю віддав Луцьке князівство Данилові Романовичу, Ярослав Інгваревич захопив Луцьк, а пінські князі — Чарторийськ.
В кінці 1227 року Данило й Василько зробили похід на Луцьк, який закінчився полоном Ярослава і приєднанням Луцька до володінь Романовичів.
26 березня 1228 року Данило й Василько вирушили у похід на Чарторийськ. Романовичі взяли місто штурмом і захопили в полон пінських князів.
У відповідь проти Данила за намовою Ростислава Пінського, дітей якого полонив Данило (Ростиславъ Пиньскъıи не престаӕще клевеща бѣша бо дѣти его изъıманъı) склалась величезна київсько-чернігівсько-пінська коаліція, яка складалась з Володимира Київського, Михайла Чернігівського і Ростислава Пінського.
В кінці 1228 року армія коаліції, до складу якої входили всі удільні київські князі, половці хана Котяна, приведені Володимиром, а також ополчення Курська, Пінська, Новогородка, Турова «и Коурѧнъı и Пинѧнъı и Новогородци и Тоуровьци» взяла в облогу Кам'янець — володіння Данила Романовича.

## Облога
Дізнавшись про облогу Кам'янця, Данило й Василько шляхом переговорів зуміли через свого посла переконати половецького хана зняти облогу і залишити своїх союзників. Водночас Данило й Василько взявши польського воєводу Пакослава, разом з Олександром Белзьким зробили раптовий похід на Київ, який змусив Володимира Київського та Михайла Чернігівського зняти облогу Кам'янця і примиритись із Данилом на вигідних для нього умовах.